# Атоловско македонско благотворително братство
Атоловското македонско благотворително културно-просветно братство е организация на бежанците от областта Македония, установили се в стралджанското село Атолово.

## История
На 24 май 1926 година по инициатива на Ямболското македонско братство е образувано новото братство. В неговото ръководство влизат Георги Попандонов (председател), Стоян Аргиров (подпредседател), Стамат Попстоянов (секретар), Величко Георгиев (касиер), а в контролната комисия са Петър Василев, Христо Иванов и Никола Димитров.